# Pešita
Pešita či Pešitta, východosyrskou výslovností Pešito (ܡܦܩܬܐ ܦܫܝܛܬܐ, mapaktá pešíttá („snadná, jednoduchá“)), je jeden ze starých syrských překladů Bible, pocházející z přibližně 9. století. Je dodnes používán jako standardní a oficiální překlad v syrsky hovořících (východních) církvích. Zvláštní název byl tomuto překladu dán kvůli jeho charakteru a pro odlišení od syrské hexaply a dalších syrských překladů.

## Starý zákon

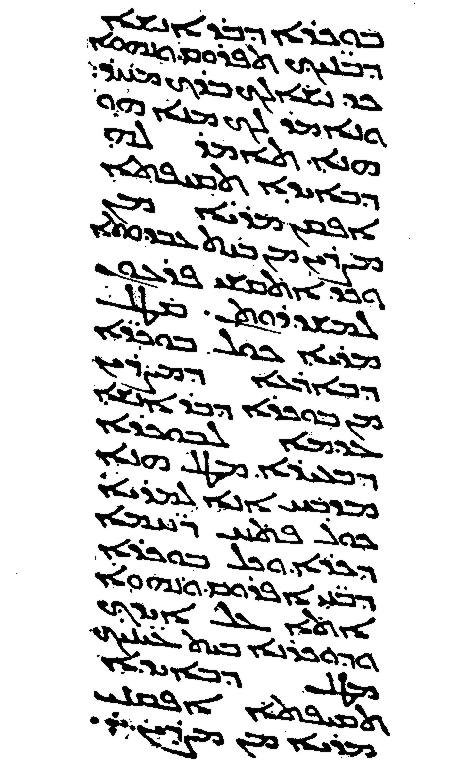
Text Exodu 13, 14–16 (psaný písmem estrangelo), obsažený v Pešitě sepsané v Amidě roku 464

Překlad Starého zákona vznikl pravděpodobně během 1. a 2. století po Kr. Nejedná se o překlad jednotný, pravděpodobně se na něm nezávisle podílelo více překladatelů, z nich někteří byli křesťané, jiní židé. Překlad vychází z hebrejštiny, někdy prosvítá znalost řecké Septuaginty. Ve 3. století již byla většina hotová – znalost Pešity se promítá do (pozdějšího) starosyrského překladu evangelií.
Starý zákon nemá žádnou návaznost na aramejské targúmy, naopak v případě targúmu ke knize Přísloví vychází targúm právě z Pešity.
Kromě kanonických knih obsahovala Pešita i větší množství apokryfů (všechny s výjimkou knihy Sírachovcovy přeloženy z řečtiny): 2. kniha Báruchova, 4. kniha Ezdrášova, 3. a 4. kniha Makabejská a také 6. část Flaviovy Židovské války. Některé žaltáře obsahují i další žalmy.
Pešita má svůj specifický a samostatný systém dělení knih na kapitoly, dosvědčený již od 8. století.

## Nový zákon

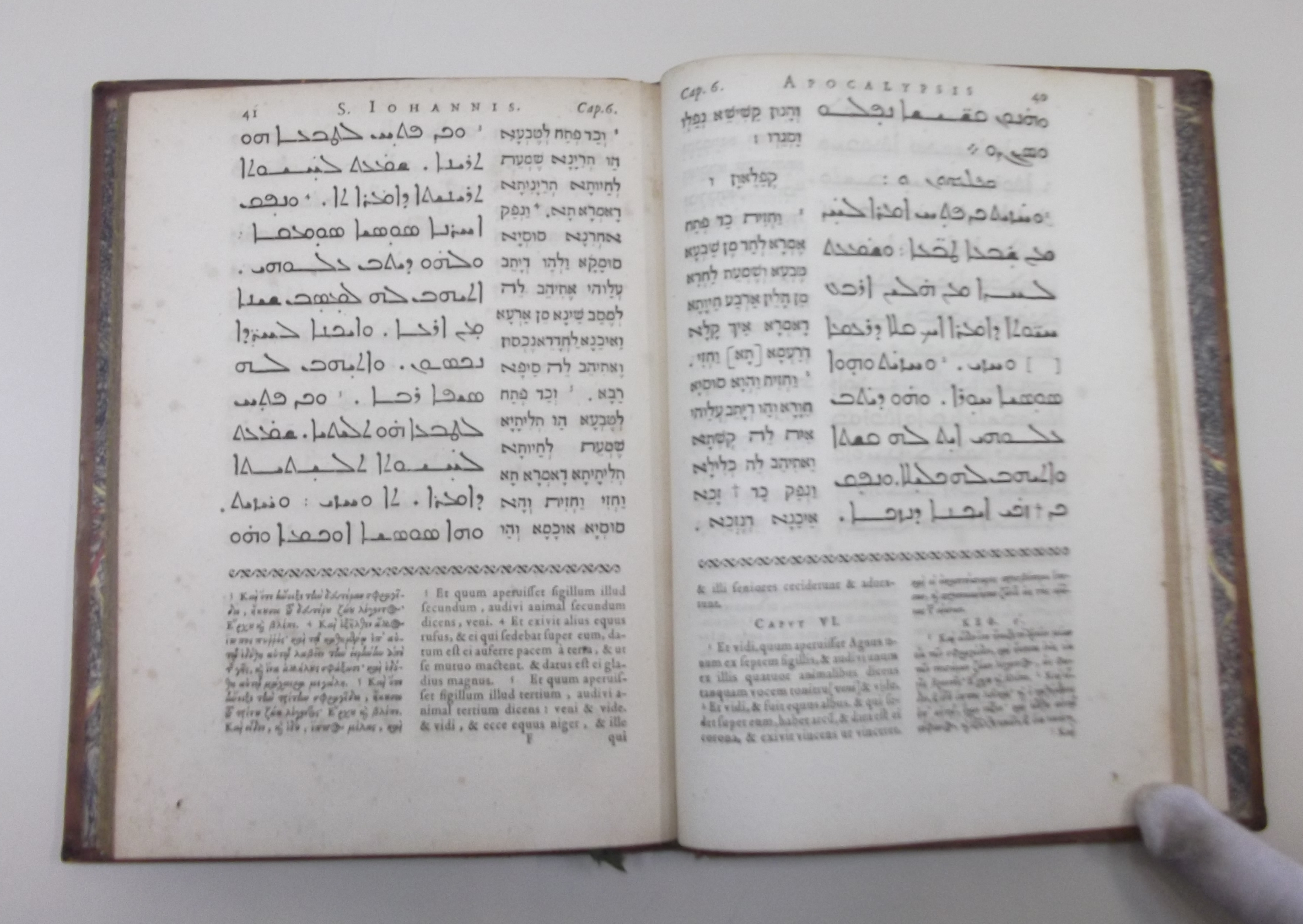
[BIBLE. N.Z. Zjevení. Polyglot.] Gelyānā ude-Yoḥanan qaddīsha, id est, Apocalypsis Sancti Iohannis. — Lugduni Batavorum : Ex Typ. Elzeviriana, 1627.

Nový zákon Pešity neobsahuje několik knih, považovaných obvykle za kanonické; jsou to: 2. a 3. list Janův, 2. list Petrův, List Judův a Zjevení Janovo. Tyto knihy nejsou součástí kánonu syrských církví, které používají Pešitu. Chybí též následující pasáže: Mt 27,35b; Lk 22,17-18; J 7,53-8,11 (tj. perikopa o prostitutce, chybějící vůbec v byzantském typu textu Nového zákona), Sk 8,37; 15,34 a 28,29. Specifikem Pešity je i zvláštní pořadí listů: Katolické listy (tedy ty z nich, které Pešita obsahuje) se nacházejí před listy sv. Pavla.
Z jazykového hlediska se v případě Nového zákona nejedná o zvláštní, nový překlad, ale o revizi starosyrského překladu, která se snaží o přesnější shodu s řeckým originálem. Tato revize proběhla přibližně v 5. století a nestřetla se s žádným vážnějším odporem. Dělení textu na kapitoly pochází přibližně z 6. století.